# Samantha Mathis
Pour les articles homonymes, voir Mathis.
Samantha Mathis, née le 12 mai 1970 à Brooklyn, quartier de New York, dans l'État de New York, aux États-Unis, est une actrice américaine.
Sa mère, Bibi Besch, et sa grand-mère Gusti Huber, sont toutes deux des actrices autrichiennes renommées. 
Ses parents divorcent alors qu'elle est âgée de deux ans ; sa mère obtient sa garde. Elles déménagent à Los Angeles l'année de ses cinq ans.
Bien que sa mère lui ait déconseillé de se lancer dans le métier d'actrice, elle décide de prendre des cours de théâtre dès l'âge de douze ans.

## Biographie

### Jeunesse
Samantha Mathis débute enfant dans une publicité pour des produits pour bébés.

### Carrière
En 1988, la comédienne tient son premier vrai rôle à la télévision dans la série éphémère Aaron's Way dans le rôle de la fille de Merlin Olsen. La série s'arrête après seulement deux mois. On la retrouve ensuite dans un second rôle pour une autre série dramatique, Knightwatch, qui dure trois mois.
En 1990, elle tourne son premier long métrage, Pump Up the Volume aux côtés de son petit ami de l'époque, Christian Slater. Sa performance, celle d'une opératrice de radio amateur effrontée, lui permet de se faire remarquer. En 1992, le duo du film se retrouve pour le doublage de la légende animée, Les Aventures de Zak et Crysta dans la forêt de FernGully.
En 1993, la jeune femme accepte le rôle de la Princesse Daisy dans la superproduction Super Mario Bros. dont les critiques sont plus que réservées.
Samantha Mathis poursuit avec le rôle de Miranda Presley dans Nashville Blues où elle côtoie le jeune River Phoenix. Leur romance débute mais malheureusement, quelques mois plus tard, son compagnon meurt d'une overdose dans une boîte de nuit. Profondément ébranlée et soumise à la pression de la presse à scandales, Samantha Mathis part à Londres tourner le film Jack et Sarah aux côtés de Richard E.Grant, Ian McKellen et Judi Dench.
De retour sur le sol américain, elle partage la prestigieuse affiche du film Les Quatre Filles du docteur March avec Winona Ryder, Susan Sarandon, Claire Danes, Kirsten Dunst et Christian Bale.
L'actrice participe au film Le Patchwork de la vie porté par Winona Ryder et une belle pléiade d'actrices, et enchaîne avec Le Président et Miss Wade avec Michael Douglas et Annette Bening. L'année suivante, elle retrouve Christian Slater pour Broken Arrow, un film d'action dominé par John Travolta.
Sa mère décède en 1996 et la comédienne met alors sa carrière entre parenthèses puis tourne des films mineurs.
En 2000, le film American Psycho marque son vrai retour à l'écran et où elle retrouve Christian Bale.
En 2004, elle est la partenaire de Thomas Jane dans le décevant The Punisher. La même année, pour la télévision, elle joue dans la mini-série Salem avec Rob Lowe et Donald Sutherland, adapté du roman de Stephen King.
Elle est l'invitée de plusieurs séries à succès, telles que Dr House, Lost ou Grey's Anatomy.
En 2010, elle prête sa voix au film Buried avec Ryan Reynolds et apparaît au théâtre dans la pièce Love, Loss et What I Wore, au Westside Theatre de New York en octobre 2011.
La comédienne participe en 2013 à la série Under the Dome, nouvelle adaptation d'une œuvre de Stephen King.
Elle tourne L'Internat en 2018.
En 2019, Samantha Mathis est apparue à Broadway dans le rôle de Kate Conlee dans Make Believe, une pièce de Bess Wohl mise en scène au Second Stage Theatre et mise en scène par Michael Greif. Elle est également au générique de la quatrième saison de la série Billions.
En 2020, elle est la partenaire de Russell Crowe dans The Georgetown Project.

## Vie personnelle
Elle est végétarienne.
Depuis sa relation tragique avec River Phoenix où elle assiste à sa mort devant le Viper Room club, la comédienne reste très discrète sur sa vie privée.

## Filmographie

### Cinéma
- 1989 : Forbidden Sun de Zelda Barron : Paula
- 1990 : Pump Up the Volume de Allan Moyle : Nora Diniro
- 1992 : Ma vie est une comédie (This Is My Life) de Nora Ephron : Erica Ingels
- 1992 : Les Aventures de Zak et Crysta dans la forêt de FernGully (FernGully: The Last Rainforest) de Bill Kroyer : Crysta (voix)
- 1993 : Super Mario Bros. de Annabel Jankel et Rocky Morton : Princess Daisy
- 1993 : La Musique du hasard de Philip Haas : Tiffany
- 1993 : Nashville Blues (The Thing Called Love) de Peter Bogdanovich : Miranda Presley
- 1994 : Les Quatre Filles du docteur March (Little Women) de Gillian Armstrong : Amy March (adulte)
- 1995 : Jack et Sarah (Jack and Sarah) de Tim Sullivan : Amy
- 1995 : Le Patchwork de la vie (How to Make an American Quilt) de Jocelyn Moorhouse : Sophia Darling Richards (jeune)
- 1995 : Le Président et Miss Wade (The American President) de Rob Reiner : Janie Basdin
- 1996 : Broken Arrow de John Woo : Terry Carmichael
- 1996 : Museum of Love de Christian Slater : Stephanie
- 1998 : Waiting for Woody de Grant Heslov : Gail Silver
- 1998 : Sweet Jane de Joe Gayton : Jane
- 2000 : The Simian Line de Linda Yellen : Mae
- 2000 : American Psycho de Mary Harron : Courtney Rawlinson
- 2000 : Attraction de Russell DeGrazier : Corey
- 2004 : The Punisher de Jonathan Hensleigh : Maria Castle
- 2005 : Fathers and Sons de Rodrigo García, Jared Rappaport et Rob Spera : Jenny
- 2005 : Kids in America de Josh Stolberg (en) : Jennifer Rose
- 2006 : Believe in Me de Robert Collector : Jean Driscoll
- 2009 : Instinct de survie (The New Daughter) : Cassandra Parker
- 2010 : Buried : Linda Conroy
- 2010 : Order of Chaos de Vince Vieluf : Jennifer
- 2010 : Lebanon, PA de Ben Hickernell : Vicki
- 2011 : Good Day for It de Nick Stagliano : Sarah Bryant
- 2012 : Camilla Dickinson de Cornelia Duryée : Rose Dickinson
- 2012 : Atlas Shrugged: Part II de John Putch : Dagny Taggart
- 2013 : Affluenza de Kevin Asch : Bunny Miller
- 2016 : American Pastoral de Ewan McGregor : Penny Hamlin
- 2017 : Ray Meets Helen de Alan Rudolph : Mary
- 2018 : L'Internat (Boarding School) de Boaz Yakin : Isabel
- 2018 : Being Frank de Miranda Bailey : Bonnie
- 2018 : Killer Inside (The Clovehitch Killer) : Cindy Burnside
- 2023 : Simetierre : Aux origines du mal (Pet Sematary: Bloodlines) de Lindsey Beer : Kathy Crandall
- 2024 : The Exorcism de Joshua John Miller et M. A. Fortin : Jennifer Simon
- 2025 : By Design de Amanda Kremer : Lisa

### Télévision
- 1999 : Harsh Realm : Sophie Green
- 2001 : Les Brumes d'Avalon (The Mists of Avalon), d'Uli Edel : Guenièvre
- 2002 : La 13e dimension : épisode 30 : Dans la lumière
- 2003 : New York, unité spéciale (saison 5, épisode 9) : Hilary Barclay
- 2004 : Salem (Salem's Lot) de Mikael Salomon
- 2005 : Le Cœur en sommeil (Touched) de Timothy Scott Bogart : Jeannie Bates
- 2005 : New York, section criminelle (saison 5, épisode 8) : Dr Christine Ensel
- 2006 : Rêves et Cauchemars (épisode Quatuor à cinq) : Karen Evans
- 2006 : Dr House : Maria - dans l'épisode Clueless
- 2007 : Une nouvelle donne (A Stranger's Heart) : Callie Morgan - Téléfilm
- 2007 : Lost : Olivia - dans l'épisode The Man Behind the Curtain
- 2008 : Grey's Anatomy : Mélinda - dans l'épisode Wish You Were Here (saison 5)
- 2010 : La Femme de trop (Unanswered Prayers) : Lorrie Beck
- 2011 : Curb Your Enthusiasm : Donna (Hero S08E06)
- 2013 : Under the Dome : Alice Calvert
- 2014 : New York, unité spéciale (saison 15, épisode 19) : Catherine Summers
- 2015 - 2016 : The Strain : Justine Feraldo
- 2019 : Billions : Sara Hammon
- 2019 :  Into the Dark : Victoria Harris
- 2019 : Bull (saison 4, épisode 9)  : Avery Crest
- 2020 : New York, unité spéciale (saison 21, épisode 15)  : Melanie Franks

## Distinctions
Samantha Mathis a été nommée en 1995 au Young Artist Award de la meilleure jeune actrice pour le film Ma vie est une comédie et en 2005 pour un Saturn Award par l'Academy of Science Fiction, Fantasy & Horror Films en tant que meilleure actrice dans un second rôle à la télévision pour la série Salem.